# Ignacy Sikora
Ignacy Sikora, ps. Gliwicki, Teodor (ur. 1882, zm. 1969) – polski polityk, delegat okręgowy na Śląsk Delegatury Rządu na ziemie włączone do III Rzeszy, poseł na Sejm Śląski I, II i III kadencji w II RP.

## Życiorys
Z zawodu był drukarzem. Działał w Zgromadzeniu Zawodowym Polskim na Górnym Śląsku. W latach 1918–1919 zasiadał w Naczelnej Radzie Ludowej w Poznaniu. Wziął udział w akcji plebiscytowej i walczył w II powstaniu śląskim. W 1922 został wybrany posłem na Sejm Śląski. Po raz kolejny mandat uzyskiwał w maju i listopadzie 1930. Od 1937 był członkiem Stronnictwa Pracy. W czasie okupacji niemieckiej w latach 1941–1944 pełnił obowiązki delegata rządu na województwo śląskie, jednak od 1942 przebywał w Warszawie. W 1944 zrezygnował ze względu na stan zdrowia. Po powstaniu został wywieziony do Rzeszy.
W Gliwicach istnieje od 1993 ul. Ignacego Sikory (dawniej Al. Wojciecha Korfantego, natomiast obecna Aleja  Wojciecha Korfantego to dawna ul. PKWN).